# 中國香港智障人士體育協會
中國香港智障人士體育協會（英語：Hong Kong China Sports Association for Persons with Intellectual Disability），是一個為以及智障人士為服務對象的體育組織，辦公室設於[於1978年成立。為「國際智障人士體育聯盟」及智障體育協會暨奧林匹克委員會會員。
其泳隊及隊於國際有一定地位，30年來總共派出1,435名運動員參加117個海外及本地所舉辦的國際賽事，包括15個特殊奧運夏季及冬季世界賽、2屆傷殘奧運會，共獲得978金738銀544銅的成績。
2015年7月，香港弱智人士體育協會（Hong Kong Sports Association for the Mentally Handicapped，簡稱）改為現名本會易名為「香港智障人士體育協會」 Rename to Hong Kong Sports Association for Persons with Intellectual Disability (HKSAPID)
直到2023年9月起正式改名加入中國香港名義中國香港會智障人士體育協會（Hong Kong, China Sports Association for Persons with Intellectual Disability，簡稱）
。

## 歷史
中國香港智障人士體育協會由一群熱心為智障人士服務的專業人員於1978年成立，借用天保民學校為暫時會址。直到2004年去世前方心讓教授一直擔任協會的榮譽會長。1980年位於白田上邨由社會福利署資助的會址揭幕，於1986年1月遷往瀝源邨現址，新會址獲得「白普理基金」贊助，內設「白普理體能訓練中心」，由協會贊助人尤德夫人主持開幕。1999年註冊為有限公司。2003年獲「香港賽馬會慈善信託基金」撥款裝修會址及加強設施。
1979年籌措25萬港元首次派出12名運動員參賽在美國紐約舉行的「第五屆國際特殊奧運夏季世界賽」（Special Olympics World Summer Games），取得9金3銀6銅的成績。1983年第二次派隊參賽在美國路易斯安那州舉行的「第六屆特殊奧運夏季世界賽」，運動員人數增加至16人，取得11金4銀4銅的成績。1985年首次派隊參賽在美國猶他州舉行的「第三屆特殊奧運冬季世界賽」（Special Olympics World Winter Games），6名運動員取得1金2銀2銅的成績。1987年第三次參賽在在美國印第安納州舉行的「第七屆國際特殊奧運夏季世界賽」，37名運動員取得49金24銀5銅的成績。1989年第二次派隊參賽在美國內華達州舉行的「第四屆特殊奧運冬季世界賽」，派出的11名運動員贏得7金7銀6銅；同年獲香港康體發展局資助增加到10個重點發展體育訓練及比賽項目。1991年第四次參賽在美國明尼蘇達州舉行的「第八屆國際特殊奧運夏季世界賽」，23名運動員取得34金18銀11銅的成績。1993年第三次派隊參賽在奧地利薩爾斯堡舉行的「第五屆特殊奧運冬季世界賽」，12名運動員獲得3金2銀4銅的成績。1995年第五次參賽在美國康乃狄克州舉行的「第九屆國際特殊奧運夏季世界賽」，派出32名運動員合共贏取48金25銀8銅的成績。1996年參加在上海舉辦的「第一屆亞太區特殊奧運會賽事」（Asia-Pacific Special Olympic Regional Games）。1997年第四次派隊參賽在加拿大多倫多舉行的「第六屆特殊奧運冬季世界賽」，15名運動員獲得6金9銀8銅的成績；正式成為「國際智障人士體育聯盟」（INAS-FMH）標準會員；首次參與在葡萄牙里斯本舉行的「弱智人士體育聯盟田徑公開錦標賽」；同年首次以中國香港身份於捷克立布里斯的「國際智障人士體育聯盟世界游泳錦標賽」中出賽。1999年首次參賽在泰國曼谷舉辦的「第七屆遠東及南太平洋傷殘人士運動會」（FESPIC Games）；第六次參賽在美國北卡羅萊納州舉行的「第十屆國際特殊奧運夏季世界賽」，41名運動員贏得53金27銀13銅的成績。2001年第五次派隊參賽在美國阿拉斯加州舉行的「第七屆特殊奧運冬季世界賽」，僅8名運動員合共取得10金9銀5銅的成績。2003年第七次參賽在愛爾蘭都柏林舉行的「第十一屆國際特殊奧運夏季世界賽」，因香港爆發沙士而一度被拒參賽，最後將運動員數目減半到22名及僅參加5個項目，亦能贏得31金13銀6銅的成績。2004年參加在瑞典玻爾納斯舉行的「第一屆國際智障人士體育聯盟環球運動會」（INAS-FID Global Games），派出16名運動員贏得7金12銀7銅的成績。2005年第六次派隊參賽在日本長野縣舉行的「第八屆特殊奧運冬季世界賽」，23名運動員贏得15金17銀14銅的成績；中國航天員訪港，費俊龍及聶海勝與高禮澤及傷殘奧運金牌得主黎惠玲打乒乓球。2007年第八次參賽在上海舉行的「第十二屆國際特殊奧運夏季世界賽」，106名運動員成行合共贏得67金50銀37銅的成績。2009年第七次派隊參賽在美國愛達荷州舉行的「第九屆特殊奧運冬季世界賽」，派出24名運動員贏得9金11銀17銅的成績。
2000年首次派隊參加在澳洲悉尼舉行的「2000年傷殘人士奧運會」，奪得乒乓球女子單打金牌及女子跳遠銀牌；但同屆發生「西班牙舞弊事件」，導致「國際傷殘人士奧委會」（簡稱IPC）由2004年開始將其所屬賽事的智障組別剔除。直到2009年11月21日「IPC」在吉隆坡舉行的年會中，通過讓智障運動員重返殘奧體壇的動議，智障運動員可以參賽2012年在倫敦舉行的「2012年傷殘人士奧運會」。
資料來源：香港弱智人士體育協會三十週年特刊

## 架構

### 2020/22年
| 贊助人 - 李林麗嬋 女士 榮譽法律顧問 - 鍾偉強 大律師 - 林勝來 先生 醫務顧問 - 譚炳權 醫生 - 丁錫全 醫生 JP 顧問 - 張小燕 教授 MH - 郭家明 先生 MBE, JP - 李錦華 先生 MH - 倪文玲 女士 JP 創會會長 - 容德根 博士 會長 - 李家祥 博士 GBS, OBE, JP 副會長 - 凌劉月芬 女士 BBS, MH - 楊德華 先生 JP 執行總監 - 黄嘉儀 博士 | 執行委員會 - 主席 - 陸子聰 博士 - 副主席 - 蔡磊燕 女士 - 義務秘書 - 陳毅宇 先生 - 義務司庫 - 彭章球 先生 - 執行委員 - 陳雅麗 女士 - 陳東 醫生 - 張蕙君 女士 - 葉希活 女士 - 賴永耀 先生 - 林曼茜 女士 - 吳靜雯 女士 - 吳俊虹 女士 - 韋智敏 女士 - 袁慧儀 博士 | 運動技術顧問 - 田徑 - 葉啟德 先生 - 葉祐淳 先生 - 羽毛球 - 陳念慈 小姐 BEM, JP - 保齡球 - 馮珈儀 小姐 - 足球 - 陳紹基 先生 - 陸雲川 先生 - 高爾夫球 - 林冠新 先生 - 韋利 先生 - 體操 - 潘鏡雄 先生 - 滑冰 - 黃大偉 先生 - 賽艇 - 招永昌 先生 - 林漢傑 先生 - 游泳 - 司徒秉衡 先生 - 王大力 先生 - 乒乓球 - 余錦佳 女士 |

## 服務
香港智障人士體育協會約有120個會員機構，致力發展、推廣及組織弱智人士體育活動。現有訓練及運動項目包括田徑、羽毛球、籃球、滾球、保齡球、器械健體、足球、高爾夫球、體操、滑冰、賽艇、雪鞋競走、小型網球、游泳及乒乓球，共十五個運動項目。

## 曾獲獎項
- 1991年
  - 「可口可樂傑出青少年運動員」長跑運動員歐陽逸駒
- 1997年：
  - 「里斯本弱智人士體育聯盟田徑公開錦標賽」100米金牌(陳富生)
- 2000年：
  - 「悉尼傷殘人士奧運會」乒乓球女子單打金牌及女子跳遠銀牌
  - 「香港傑出運動員選舉－香港傑出青少年運動員」乒乓球運動員黎惠玲
- 2001年：
  - 「香港傑出運動員選舉－香港傑出青少年運動員」乒乓球運動員黎惠玲（連續二年獲獎）
- 2002年：
  - 「香港傑出運動員選舉－香港傑出青少年運動員」乒乓球運動員黎惠玲（連續三年獲獎）
- 2003年：
  - 「香港傑出運動員選舉－香港傑出青少年運動員」乒乓球運動員黎惠玲（連續四年獲獎）
  - 「香港傑出運動員選舉－香港傑出青少年運動員」體操運動員符樹強
  - 「香港傑出運動員選舉－香港全年最佳運動隊伍」女子乒乓球隊
  - 「香港傑出運動員選舉－香港傑出新秀運動員」田徑運動員曾嘉茵
  - 「香港傑出運動員選舉－ESPN STAR Sports香港青少年運動員獎學金」乒乓球運動員黎惠玲
- 2004年：
  - 「雅典傷殘人士奧運會」乒乓球女子單打項目銀牌
  - 「香港傑出運動員選舉－香港傑出青少年運動員」乒乓球運動員黎惠玲（連續五年獲獎）
  - 「香港傑出運動員選舉－香港傑出青少年運動員」游泳運動員梁舒恆
  - 「香港傑出運動員選舉－香港最具潛質運動員」田徑運動員張志偉
  - 「香港傑出運動員選舉－香港最具潛質運動員」游泳運動員布迪燊
  - 「香港傑出運動員選舉－ESPN STAR Sports香港青少年運動員獎學金」乒乓球運動員黎惠玲
- 2005年：
  - 「香港傑出運動員選舉－香港傑出青少年運動員」游泳運動員梁舒恆（連續二年獲獎）
  - 「香港傑出運動員選舉－香港最具潛質運動員」游泳運動員周沅凝
- 2006年：
  - 「香港傑出運動員選舉－香港傑出青少年運動員」游泳運動員周沅凝
  - 「香港傑出運動員選舉－香港最具潛質運動員」游泳運動員鄧淑文
- 2007年：
  - 「香港傑出運動員選舉－香港傑出運動員」乒乓球運動員黎惠玲
  - 「香港傑出運動員選舉－香港傑出運動員」游泳運動員梁舒恆
  - 「香港傑出運動員選舉－香港最具潛質運動員」乒乓球運動員楊賜嘉
- 2009年：
  - 「香港傑出運動員選舉－香港傑出運動員」乒乓球運動員黎惠玲
  - 「香港傑出運動員選舉－香港傑出運動員」游泳運動員梁舒恆

## 外部連結
- 官方网站 （页面存档备份，存于）
- 香港傑出運動員選舉歷屆得獎者